# Nicholas Gilman
Pour les articles homonymes, voir Gilman.
Nicholas Gilman, Jr., né le 3 août 1755 à Exeter et mort le 2 mai 1814 à Philadelphie, est un militaire et homme politique américain. Il est l'un des Pères fondateurs des États-Unis en tant que signataire de la Constitution des États-Unis. Il est le frère de John Taylor Gilman.